# Flugplatz Čačak-Preljina

i7
i11
i13
Der Flugplatz Čačak-Preljina (serbisch-kyrillisch Аеродром Чачак-Прељина oder Раван, Flugplatz Čačak-Preljina oder Ravan, ICAO-Code: LYCA) ist ein privater Flugplatz in der Nähe des Pferderennplatzes in Čačak, Serbien. Der Flugplatz besitzt eine Graspiste mit 650 m (2130 ft) Länge und einer Breite von 60 Metern (200 ft) Ausrichtung 12L/30R, sowie eine Asphalt- oder Betonpiste mit 215 m (700 ft) 12R/30L.
Der Flugplatz liegt 6 km (3,7 mi) nordöstlich der Stadt Čačak (43°53'54.43"N; 20°26'1.42"E).
Betreiber ist der Aeroklub „Čačak“.